# Melodia
『melodia』（メロディア）は、高垣彩陽のカバーミニアルバム。2011年11月23日にミュージックレインから発売された。「君がいる場所」から「たからもの」までの3曲のカバーの他、初収録4曲を収録したアルバム。 タイトルの「melodia」はイタリア語で旋律の意。  

## 収録曲
1. Amazing Grace [4:11]
作詞・作曲：ジョン・ニュートン、編曲：後藤望友
2. Defying Gravity [4:09]
作詞・作曲：Stephen Schwartz（英語版）、編曲：斎藤真也
3. The Rose [4:21]
作詞・作曲：Amanda McBroom、編曲：斎藤真也
3rdシングル「たからもの」の3曲目。
4. Oh Happy Day [4:28]
作詞・作曲：Edwin R. Hawkins（英語版）、編曲：斎藤真也
2ndシングル「光のフィルメント」の3曲目。
5. Quel Guardo Il Cavaliere [4:59]
作詞・作曲：Gaetano Donizetti、編曲：後藤望友
原曲はドニゼッティのドン・パスクワーレでノリーナが歌うアリア。
音大受験のソルフェージュの際に聴いた曲で、その2年後に声楽の試験でこの曲が課された[2]。
6. Time To Say Goodbye [4:07]
作詞：フランク・ピーターソン、作曲：フランチェスコ・サルトーリ、編曲：斎藤真也
高校時代に高垣の父が購入したサラ・ブライトマンとアンドレア・ボチェッリのコンピレーションCDを、クラスメイトで男女に分けて歌ったという思い出があり、収録の際は発声辞典を調べながら日本語に訳した[2]。
7. You Raise Me Up [4:07]
作詞・作曲：Rolf Lovland・ブレンダン・グラハム（英語版）、編曲：斎藤真也
1stシングル「君がいる場所」の3曲目。

## 収録作品

### Blu-ray Disc / DVD
| 発売日              | BD/DVD タイトル                                                    | 備考                          |
| Amazing Grace       | Amazing Grace                                                      | Amazing Grace                 |
| ------------------- | ------------------------------------------------------------------ | ----------------------------- |
| 2012年3月14日       | スフィア ライブ 2011「Athletic Harmonies-クライマックスステージ-」 | スフィア3作目のライブBD/DVD。 |
| 2012年6月13日       | 高垣彩陽ファーストコンサートツアー「Memoria×Melodia」              | ソロ1作目のコンサートBD/DVD。 |
| Defying Gravity     |                                                                    |                               |
| 2012年6月13日       | 高垣彩陽ファーストコンサートツアー「Memoria×Melodia」              | ソロ1作目のコンサートBD/DVD。 |
| The Rose            |                                                                    |                               |
| 2012年3月14日       | スフィア ライブ 2011 「Athletic Harmonies-デンジャラスステージ- 」 | スフィア3作目のライブBD/DVD。 |
| 2012年6月13日       | 高垣彩陽ファーストコンサートツアー「Memoria×Melodia」              | ソロ1作目のコンサートBD/DVD。 |
| Oh Happy Day        |                                                                    |                               |
| 2012年6月13日       | 高垣彩陽ファーストコンサートツアー「Memoria×Melodia」              | ソロ1作目のコンサートBD/DVD。 |
| Time To Say Goodbye |                                                                    |                               |
| 2012年6月13日       | 高垣彩陽ファーストコンサートツアー「Memoria×Melodia」              | ソロ1作目のコンサートBD/DVD。 |
| You Raise Me Up     |                                                                    |                               |
| 2011年8月31日       | スフィア LIVE 2010 sphere ON LOVE, ON 日本武道館                   | スフィア2作目のライブBD/DVD。 |
| 2012年6月13日       | 高垣彩陽ファーストコンサートツアー「Memoria×Melodia」              | ソロ1作目のコンサートBD/DVD。 |